# Castanopsis symmetricupulata
Castanopsis symmetricupulata är en bokväxtart som beskrevs av Luong. Castanopsis symmetricupulata ingår i släktet Castanopsis och familjen bokväxter.
Artens utbredningsområde är Vietnam. Inga underarter finns listade.